# Laborie (label)
Laborie, aussi connu sous le nom de La Fondation Laborie en Limousin, est un label discographique français, anciennement basé au château de la Borie, à Solignac, actif entre 2006 et 2015.

## Histoire
Laborie est fondé en mars 2006 en tant que pôle musical né de la fusion de l'Ensemble baroque de Limoges et du Centre culturel de rencontre, une initiative soutenue par la Fondation du patrimoine. Il est implanté au château de la Borie à Solignac, près de Limoges, en France. Il accompagne les artistes qui viennent travailler et enregistrer au château de la Borie, et son choix artistique est de soutenir les créations, les tournées de concerts, les programmes de recherche, et d'accompagner les nouveaux artistes en leur permettant d'enregistrer. Le site est équipé de plusieurs salles de travail, d'instruments (piano, clavecin), d'un studio d'enregistrement, de deux salles de concerts de 200 et 250 places, d'un atelier de lutherie, d'un centre de documentation, et d'une résidence de cinq chambres.
En mars 2015, Laborie est placé en liquidation judiciaire,,. En 2022 toutefois, il reste actif sur les réseaux sociaux.

## Répertoire
Le label propose deux répertoires distribués par Abeille Musique : Laborie Jazz et Musiques du monde, et 
Laborie Classique.
Sous la direction artistique de Jean Michel Leygonie, Laborie Jazz et Musiques du monde accueille de nouveaux talents et des figures reconnues du jazz actuel comme Yaron Herman, Émile Parisien, Shai Maestro, Bertrand Renaudin, Murat Öztürk, Paul Ley, Arnaud Cuisinier, Benjamin Moussay, Anne Paceo, Leïla Martial, Diedrick Wissels, Ray Lema, Laurent Robin et Benjamin Bobenrieth (album Travels).
Sous la direction artistique de Christophe Coin, Laborie Classique propose des œuvres classiques inédites ou à redécouvrir. Il enregistre notamment les pièces jouées par l'Ensemble baroque de Limoges et L'Orchestre de chambre Nouvelle Europe.